# Y 7100
,
Les Y 7100 sont des locotracteurs diesel mis en service par la SNCF entre 1958 et 1962.
Ils se caractérisent par une transmission hydromécanique qui les différencie des Y 7400 à transmission mécanique ; ces deux séries doivent contribuer au remplacement d'un parc disparate de locotracteurs et de petites locomotives à vapeur datant d'avant la Seconde Guerre mondiale.
Les derniers d'entre eux sont retirés du service en 2015 mais quelques-uns sont encore utilisés par des tiers. D'autres, dans des dépôts ou des ateliers SNCF, ne quittent plus l'enceinte des établissements qui les emploie et ne figurent plus dans les inventaires de la SNCF car ils sont assimilés à de l'outillage. D'autres, enfin, sont profondément modifiés avec une nouvelle chaîne cinématique (moteur et transmission) et une nouvelle cabine pour devenir, en compagnie de Y 7400 ayant subi les mêmes modifications, des Y 9000.

## Genèse de la série
Les Y 7100 forment, avec les Y 7400, la plus importante des séries unifiées de locotracteurs de la SNCF, et ont été conçus pour assurer aussi bien du service de ligne que des manœuvres. À partir de 1958, ils ont remplacé, dans un souci d'unification, les nombreuses séries de locotracteurs existantes, aux caractéristiques très variables et ne comprenant chacune qu'un nombre réduit d'unités, mises en service par les différents réseaux avant la création de la SNCF ainsi que de petites locomotives à vapeur qui assurent les mêmes tâches.

## Description

### Caractéristiques

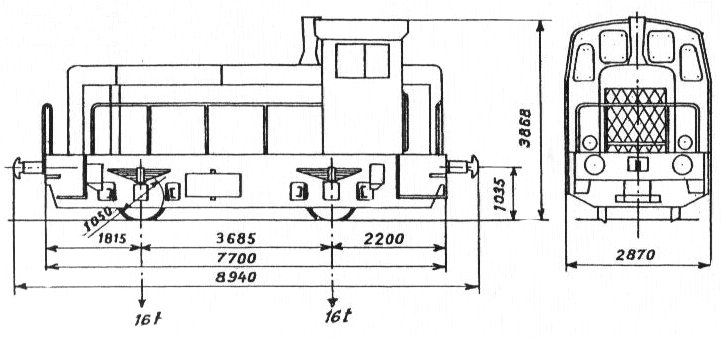
Plan schématique du locotracteur Y 7100.

Ces locotracteurs présentent un aspect extérieur absolument identique à celui des Y 7400 ; seul le mode de transmission les distingue. Ils se composent d'un châssis reposant sur deux essieux parallèles et supportant l'appareillage et la cabine de conduite. L'appareillage est réparti sous deux capots de taille inégale de part et d'autre de la cabine de conduite. À l'avant, le grand capot abrite le moteur, son système de refroidissement et les auxiliaires. Le petit capot, à l'arrière, recouvre les bonbonnes d'air comprimé. La boîte de vitesse prend place dans le châssis, entre les deux essieux.
Les Y 7100 sont équipés d'un moteur Poyaud PYT à six cylindres sans turbocompresseur d'une puissance limitée à 129 kW relié à une boîte de vitesses hydromécanique Voith L213U de conception allemande ; celle-ci, par l'intermédiaire de chaînes, transmet le mouvement aux deux essieux du locotracteur. Ce mode de transmission différencie les Y 7100 des Y 7400 qui disposent d'une boîte mécanique Asynchro fabriquée en France par les CFD.
La cabine est surélevée pour une meilleure visibilité et possède deux pupitres de conduite symétriquement positionnés par rapport à l'axe de la machine. Seul celui qui est disposé à gauche dispose de l'ensemble des commandes, celui placé à droite ne possédant que celles strictement nécessaires à la marche du locotracteur (manipulateur de traction, commande des sablières et avertisseur). Chaque poste de conduite est accompagné d'un petit siège sans dossier. Le locotracteur ne possède pas d'indicateur-enregistreur de vitesse, mais un dispositif comptabilisant les heures de fonctionnement, utilisé pour programmer les visites d'entretien de l'engin.
Les locotracteurs mesurent 8,940 m de long pour une masse en ordre de marche de 32 t. Leur vitesse est limitée à 54 km/h en service mais, acheminés comme véhicules une fois leurs chaînes de traction désaccouplées, ils sont autorisés à rouler à 80 km/h.
Leurs évolutions, souvent constituées d'allers et retours sur de faibles distances, et leur dénomination en « Y » leur ont valu le surnom de « yoyos ».

### Livrées
La livrée initiale des Y 7100 est vert extérieur (306) à bandes bouton d'or 411, avec châssis en noir et traverses de choc en rouge vermillon (605).
Elle est remplacée à partir de juin 1960 par la livrée vert celtique (301) à bandes et traverses de choc jaune jonquille (401), avec châssis en gris ardoise (807).
À partir de 1983, la livrée dite « Arzens » des engins de manœuvre est appliquée aux Y 7100. Elle est initialement composée de chamois (432), havane (501), gris perle (805) et gris ardoise (807). La teinte chamois se décolorant en rose avec le temps, elle est remplacée à partir de 1989 par de l'orange TGV (535) et le gris perle par du gris (804),.
Deux engins de manoeuvres en service à la Cité du train sont dotés d'une livrée de damiers bariolés reprenant la charte couleurs de la cité. Les exemplaires achetés neufs auprès des constructeurs, rachetés à la SNCF ou ceux qui opèrent à l'intérieur de dépôts ou d'ateliers portent souvent des livrées spécifiques.

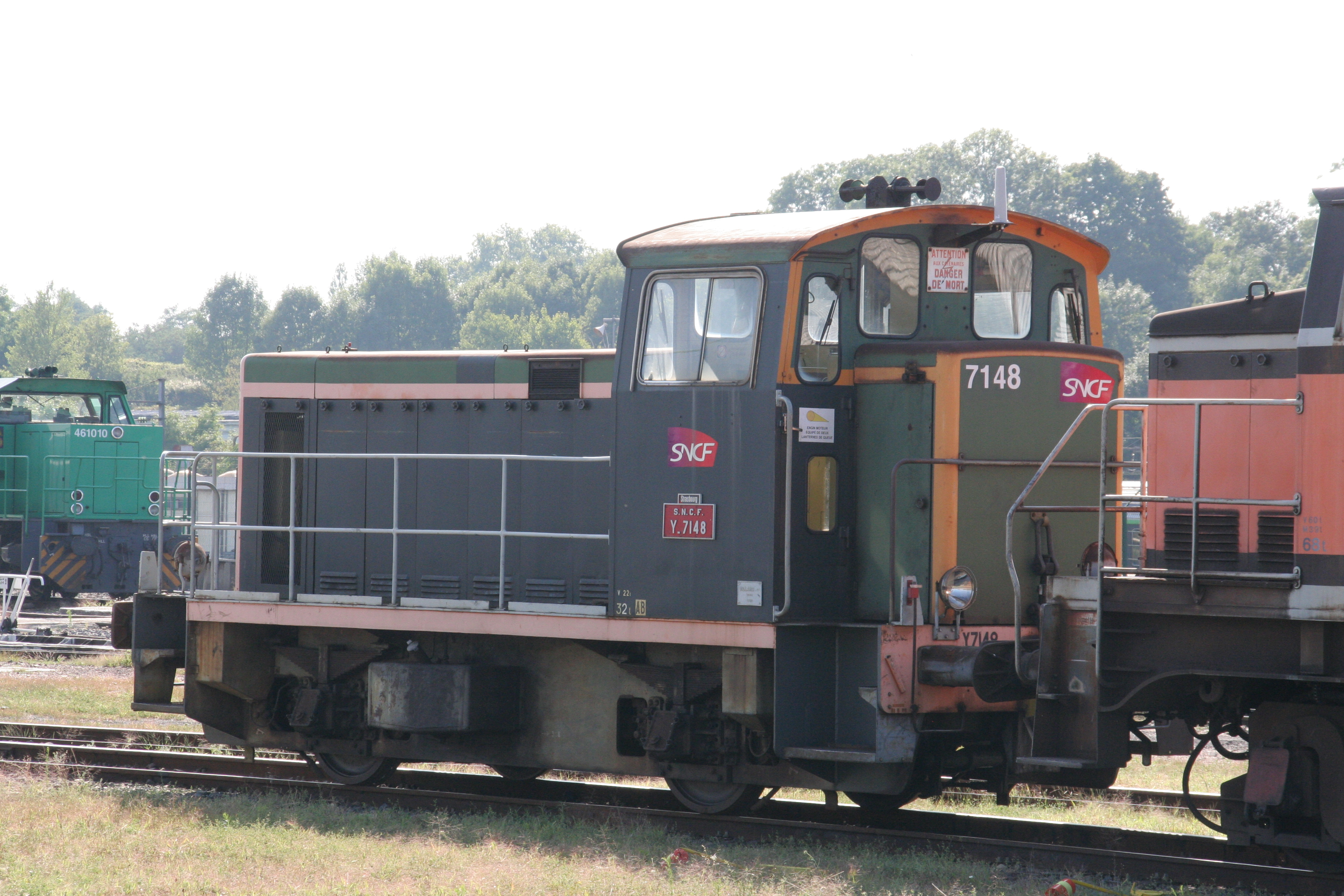
Y 7148, livrée verte.
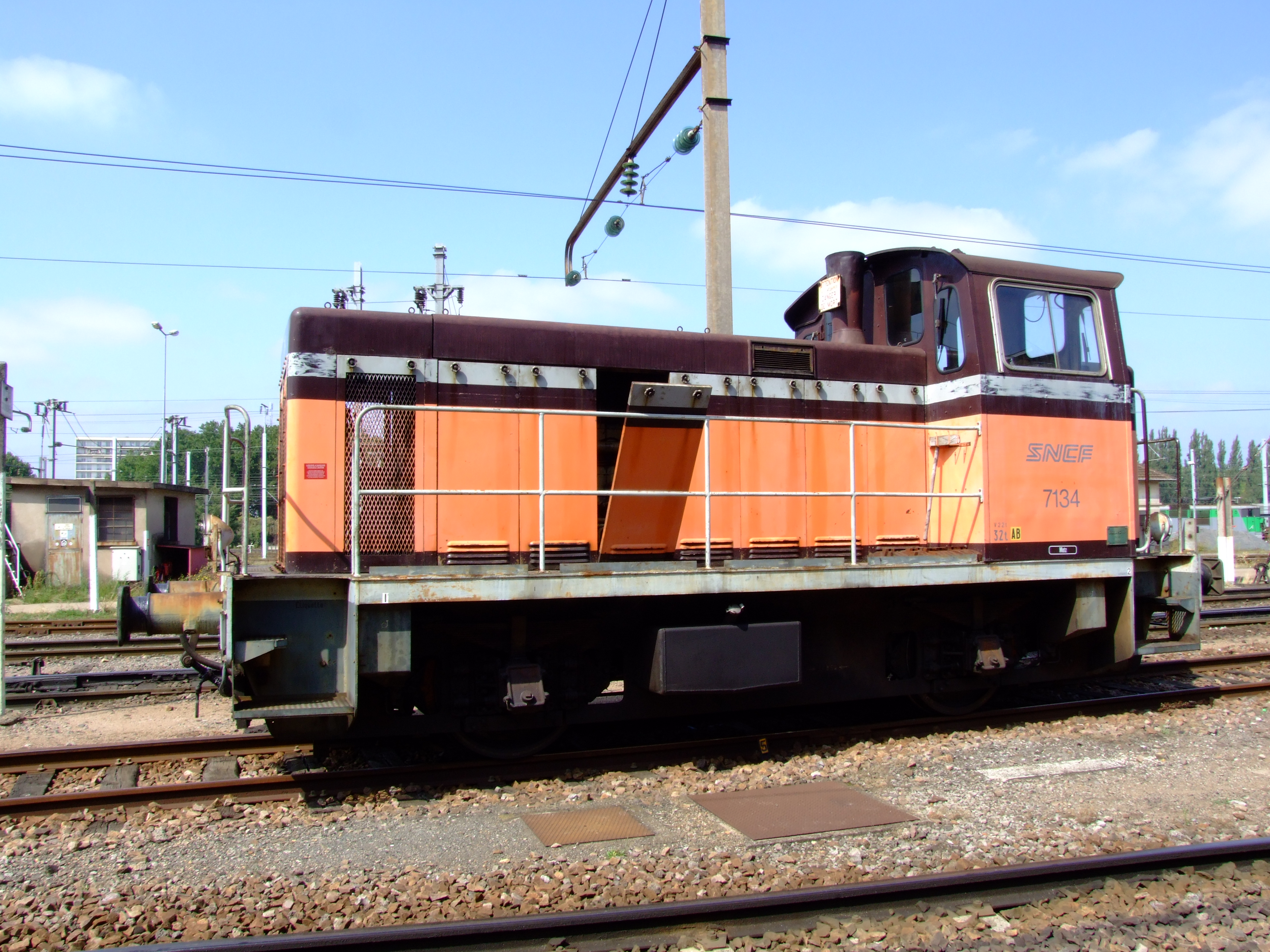
Y 7134, livrée « Arzens ».
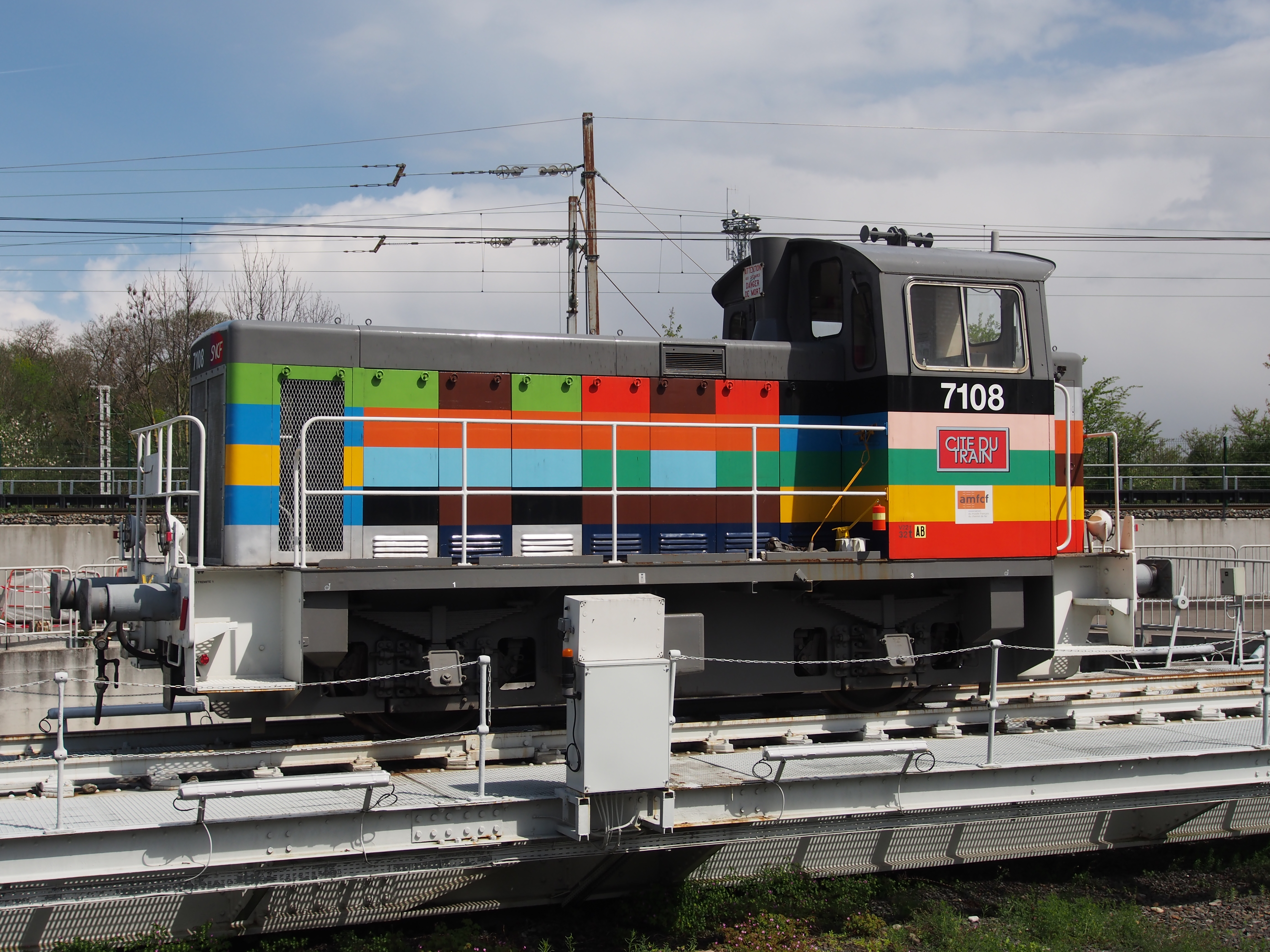
Y 7108, livrée Cité du train.

### Engin particulier
L'Y 7192 est modifié dès sa fabrication en 1960 pour devenir le Y 7001, prototype des Y 7400 à transmission mécanique, affecté à la gare de L'Aigle ; le numéro Y 7192 n'apparaît donc jamais dans les inventaires SNCF et, dans les faits, la série n'a jamais comporté que 209 exemplaires.

## Services effectués
Les livraisons des Y 7100 débutent le 22 juillet 1958 avec trois mois d'avance sur le calendrier prévu et à une cadence de cinq engins par mois au lieu de quatre. Les 7101 à 1791 et 1793 à 7230 sont livrés par les établissements Billard à Tours entre 1958 et 1960 et les 7231 à 7310 par Decauville à Corbeil-Essonnes de 1960 à 1962, la dernière livraison intervenant le 13 décembre 1962,.
Les Y 7100 sont destinés en priorité à réaliser les manœuvres dans les gares de moyenne importance ; présents sur l'ensemble du réseau, ils assurent au début des années 1960, avec d'autres séries d'engins diesels, plus de la moitié des manœuvres à la place des locomotives à vapeur. Ils se montrent également sur de petites lignes locales, en tête de compositions courtes mixtes marchandises-voyageurs, bien que ce type de train est tendance à se raréfier quand les Y 7100 sont mis en service ; ils peuvent ainsi tracter une voiture DEV Inox ou une remorque d'autorail.
Il leur arrive également de tracter des trains d'entretien (auscultation des voies, maintenance des caténaires, désherbage). En 1976, au plus fort de leur déploiement, les Y 7100 sont répartis dans vingt-six dépôts sur l'ensemble de la France.

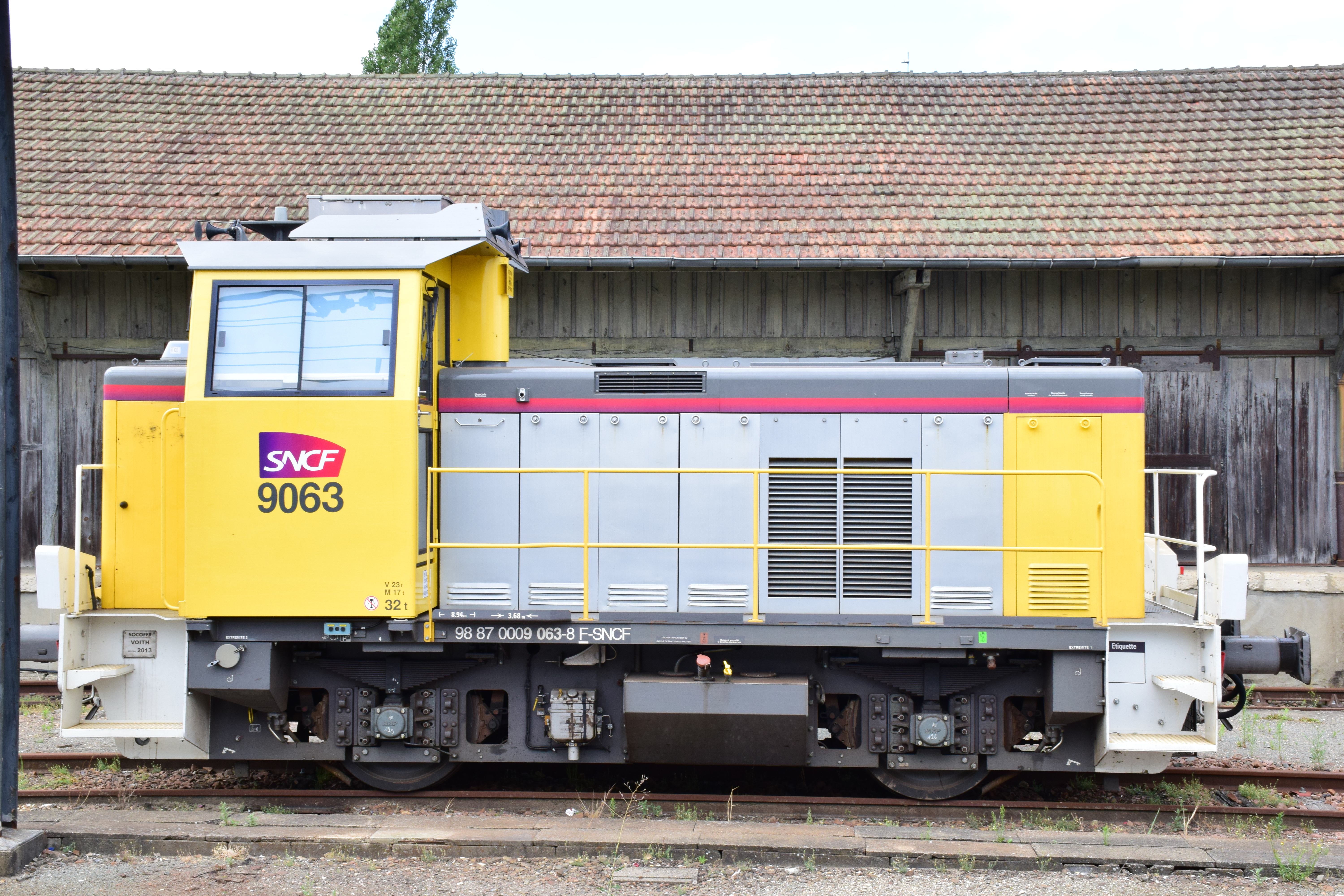
Y 9063 (transformation du Y 7259).

Les premières radiations ont lieu en 1994, mais quelques engins, encore en bon état, sont revendus à des industriels ou des associations de sauvegarde du patrimoine ferroviaire. Ils peuvent également être transformés en « LocMas » (locotracteurs de manœuvres) ; ces engins, qui assurent des manœuvres dans l'enceinte de l'atelier ou du dépôt où ils sont affectés sans jamais en sortir, sont considérés comme du simple outillage et ne font plus partie des inventaires du matériel moteur. Le dernier exemplaire de la série, le Y 7258, est radié le 23 décembre 2015.
Au 31 décembre 2016, soixante-douze exemplaires ont fait l'objet d'une reconstruction partielle par Socofer (Saint-Pierre-des-Corps) et la SNCF (Technicentre industriel de Rouen Quatre-Mares), incluant une nouvelle cabine agrandie et plus ergonomique, une re-motorisation avec un moteur Diesel MAN, une nouvelle chaîne cinématique (boîte de vitesses Voith, transmission par cardans), la possibilité de circuler en couplages de deux unités. Ces locotracteurs constituant la nouvelle série des Y 9000 sont aussi issus de la transformation de Y 7400.

## Effectifs par réseaux
Depuis les 1er janvier 1958, 1966 jusqu'à celui de 1973 ainsi que les dépôts titulaires,,,, Établissement Maintenance Traction,avec l'activité 4 FRET, Technicentre et Supervision Technique de Flotte
- Réseau Est - 1 : 0[20], 48[21],[22]
- Réseau Nord - 2 : 0[20], 48[21],[22]
- Réseau Ouest - 3 : 0[20], 18[21],[22]
- Réseau Sud-Ouest - 4 : 0[20], 31[21], 26[22]
- Réseau Sud-Est - 5 : 0[20], 18[21], 69[22]
- Réseau Méditerranée - 6 : 0[20], 46[21]
- Mohon[22],[23],[24],[25],[26]
- Metz[22],[23],[24],[25],[26],[27],[28],[29],[30]
- La Plaine[22],[23],[24]
- Aulnoye[22],[23]
- Lens[22],[23],[24],[25],[26],[27],[28],[29],[30]
- Longueau[22],[23],[24],[25],[26],[27],[28],[29],[30]
- Achères[22],[23],[24],[25],[26],[27],[28],[29],[30]
- Sotteville[22],[23],[24],[25],[26],[27],[28],[29]
- Caen[22],[23],[24],[25],[26]
- Rennes[22]
- La Rochelle[22]
- Tours - Saint-Pierre-des-Corps[22],[23],[24],[25],[26],[27],[28],[29],[30]
- Bordeaux - Saint-Jean[22],[23],[24],[25],[26],[27],[28],[29],[30]
- Hendaye[22],[23],[24],[25],[26],[27],[29]
- Limoges[22],[23],[24],[25],[26],[27],[28],[29],[30]
- Brive[22],[23]
- Ussel[22],[23]
- Tarbes[22],[23],[24],[25]
- Villeneuve[22],[23],[24],[25],[26],[27],[28],[29]
- Nevers[22],[23],[24],[25],[26],[27],[28],[29],[30]
- Dijon-Perrigny[22],[23],[24],[25],[26],[27],[28],[29]
- Vénissieux[22],[23],[24] puis Lyon-Vaise[25],[26],[27],[28],[29],[30]
- Chambéry[22],[23],[24],[25],[26],[27],[28],[29]
- Marseille-Blancarde[22],[23],[24],[25],[26],[27],[28]
- Nîmes[22],[23],[24]
- Paris - Sud-Ouest[23],[24],[25],[26],[27],[28]
- Avignon[23],[24],[25],[26],[27],[28],[29],[30]
- Paris - La-Villette[25],[26],[27],[28],[29]
- Épernay[29],[30]
- Strasbourg[29],[30]
- STF Thionville[30]
- TECH. Languedoc-Roussillon/Béziers[30]
- TECH. Pays de la Loire/Nantes[30]
- Activités Fret (19)[30], INFRA (84)[30] et M(2)[30]

## Préservation
Une vingtaine d'exemplaires de Y 7100 sont préservés. Parmi ceux-ci, certains sont exploités par des associations de sauvegarde du patrimoine ferroviaire, qu'elles en soient propriétaires ou qu'elles bénéficient d'une convention de mise à disposition par la SNCF.
- Y 7108 : préservé en état de marche par la Cité du train à Mulhouse[31] ;
- Y 7199 : préservé en état de marche par la Cité du train à Mulhouse[31] ;

- Y 7208 : préservé en état de marche par le Train touristique du Larzac (TTL)[32] ;
- Y 7217 : préservé en état de marche par le Chemin de fer de la Vendée (CFV)[33] ;
- Y 7282 : préservé en état de marche par l'écomusée de Marquèze[34] ;
- Y 7288 : préservé en état de marche par l'Agrivap[35] ;
- Y 7294 : préservé en état de marche par le Train touristique de Guîtres à Marcenais (TTGM)[36] ;
- Y 7303 : préservé en état de marche par le Chemin de fer de la Vendée (CFV)[33].

## Modélisme
Y 7100 et Y 7400 étant extérieurement identiques, certains fabricants de modèles réduits proposent à la vente une base commune, des jeux de marquages différents permettant d'obtenir l'une ou l'autre série.
Au début des années 1980, la firme Carmina propose le Y 7435 à l'échelle HO. En 1991, Atmofer 87 met sur le marché un modèle Y 7100/7400 en HO avec plusieurs numérotations, en livrée verte ou Arzens. En 2003, c'est au tour de ModelLoco de commercialiser un Y 7100/7400, toujours en HO. C'est encore la même échelle qui est retenue par LS Models pour reproduire, début 2007, un Y 7100/7400.
Le modèle est également reproduit à l'échelle 0 par AMJL et L'Obsidienne.